# Le Sourd
Le Sourd ist eine französische Gemeinde mit 166 Einwohnern (Stand 1. Januar 2022) im Département Aisne in der Region Hauts-de-France (vor 2016 Picardie). Sie gehört zum Arrondissement Vervins, zum Kanton Marle und zum Gemeindeverband Thiérache du Centre.

## Geographie
Die Gemeinde Le Sourd liegt in der Landschaft Thiérache, 13 Kilometer westlich von Vervins. Nachbargemeinden von Le Sourd sind Romery im Norden, Proisy im Nordosten, La Vallée-au-Blé im Osten, Lemé im Süden, Colonfay im Südwesten sowie Wiège-Faty im Nordwesten.

## Bevölkerungsentwicklung
| Jahr                       | 1962 | 1968 | 1975 | 1982 | 1990 | 1999 | 2006 | 2013 | 2022 |
| Einwohner                  | 244  | 240  | 200  | 172  | 161  | 152  | 161  | 167  | 166  |
| Quellen: Cassini und INSEE |      |      |      |      |      |      |      |      |      |

## Sehenswürdigkeiten

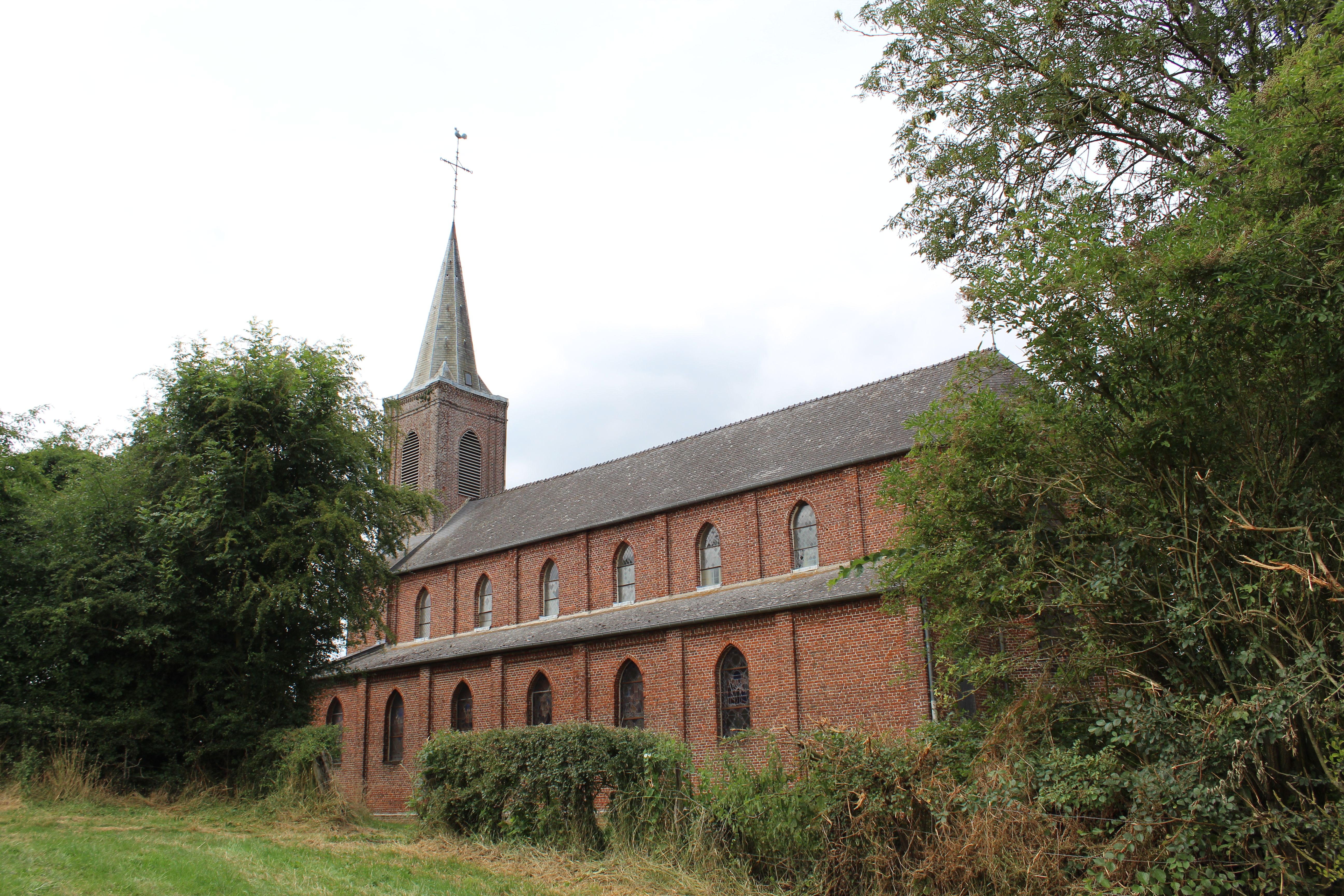
Kirche Notre-Dame-de-l’Assomption
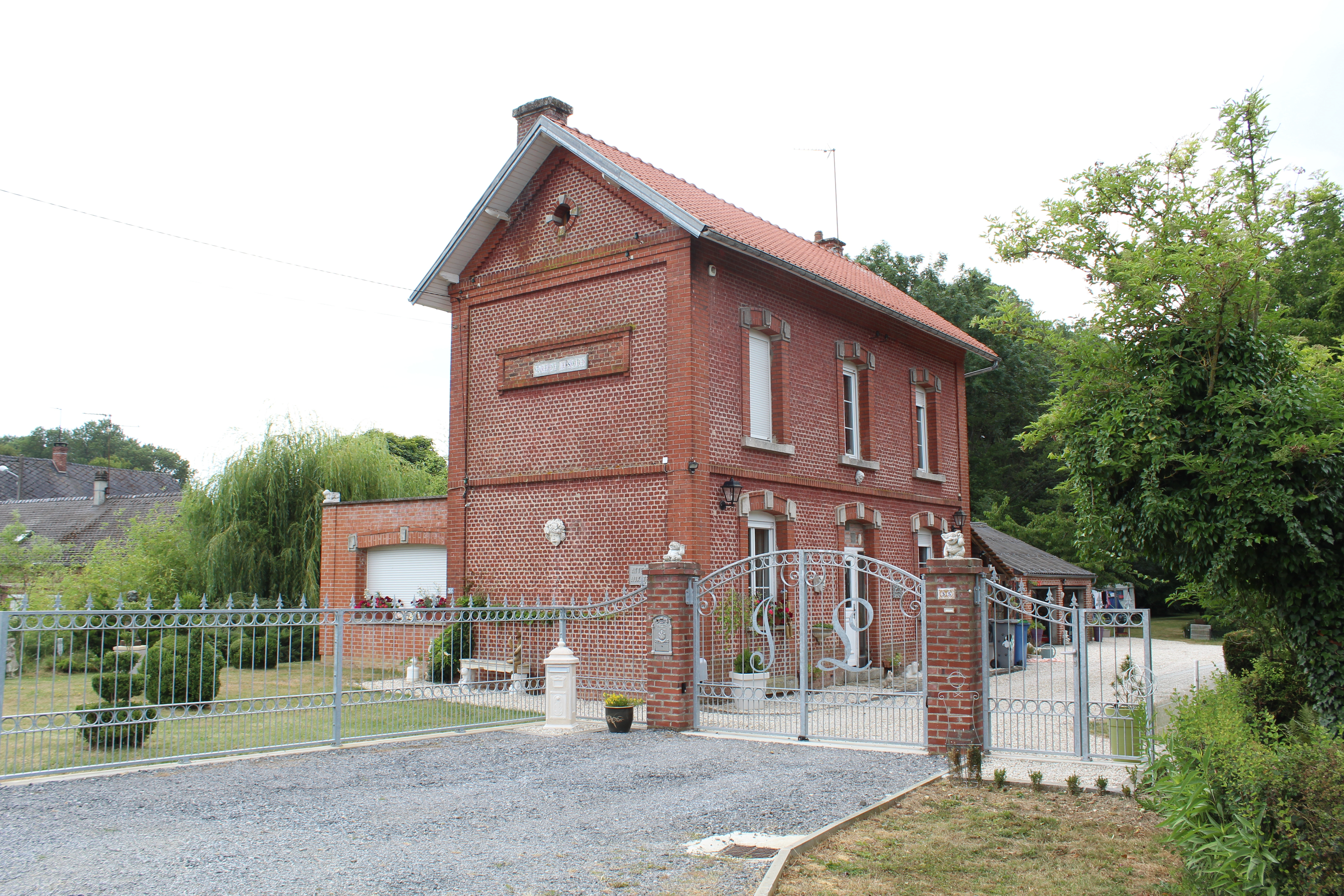
Ehemaliger Bahnhof
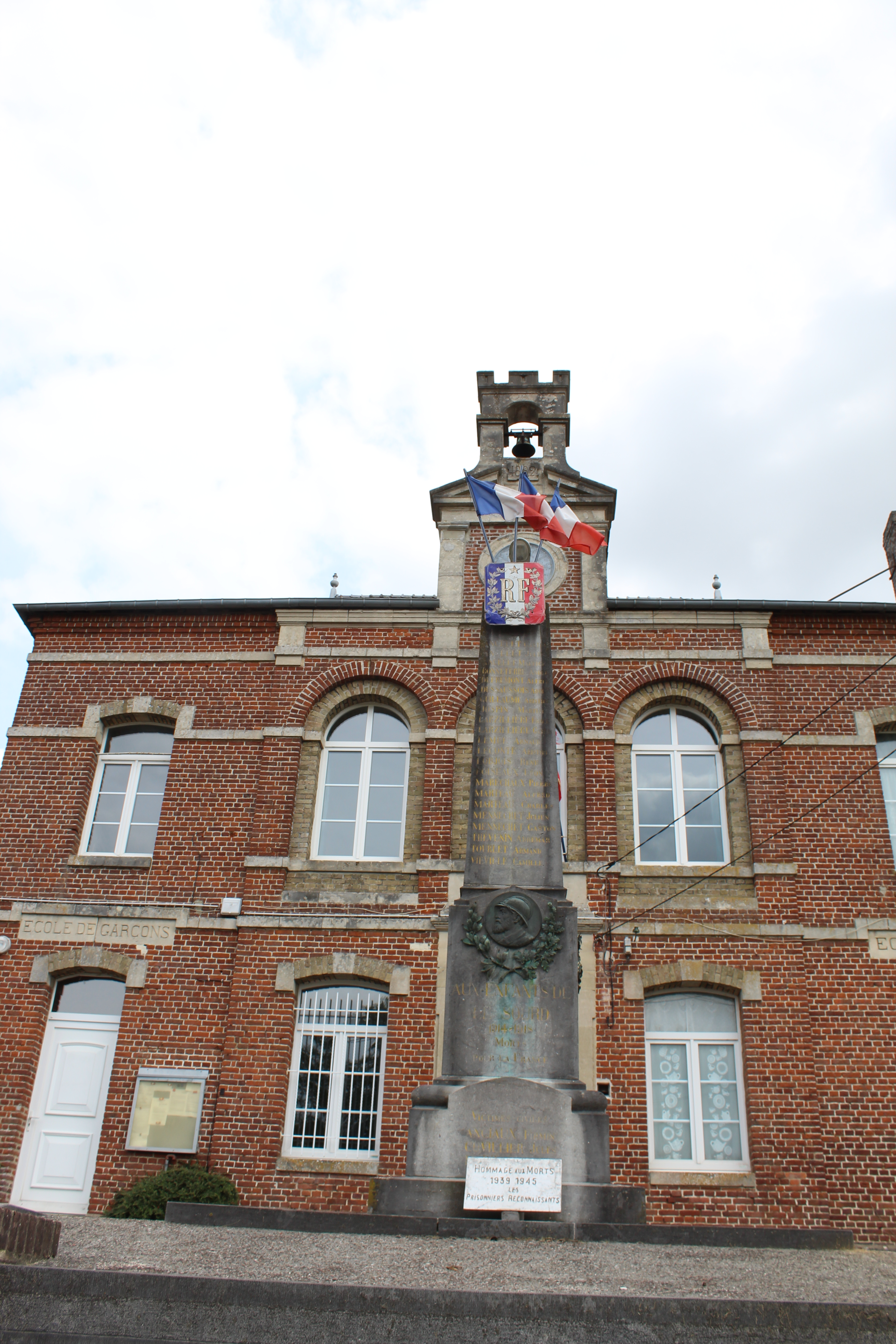
Gefallenendenkmal

- Kirche Notre-Dame-de-l’Assomption
- Ehemaliger Bahnhof
- Gefallenendenkmal